# Kàrpovka (Penza)
|  | Per a altres significats, vegeu «Kàrpovka». |

Kàrpovka (Карповка en rus) - és un poble de l'óblast de Penza, a Rússia, que el 2007 tenia 694 habitants.